# Alouette monticole
Melanocorypha bimaculata
Espèce
Statut de conservation UICN

 LC  : Préoccupation mineure
L'Alouette monticole (Melanocorypha bimaculata) est une espèce d'oiseaux de la famille des Alaudidae originaire d'Asie mineure et du Proche-Orient. Elle ne doit pas être confondue avec sa cousine, l'Alouette calandre, plus grande en taille et dont l'aire de répartition est plus occidentale.

## Appellation
Melanocorypha vient du grec ancien melas, « noir » et koruphos, un terme utilisé par les écrivains anciens pour désigner un oiseau désormais inconnu, mais ici confondu avec les korudos, « alouette ». Bimaculata vient du latin bimaculatus, qui signifie « à deux taches ». Le terme français monticole vient du latin scientifique Monticola qui signifie « montagnard ».

## Description
L'Alouette monticole mesure entre 16 et 18 cm de longueur avec une envergure de 36 à 38 cm et un poids compris entre 47 et 62 g. Son plumage strié de brun au-dessus et blanc en dessous lui permet de se confondre facilement avec le sol. Elle porte un sourcil blanc et deux taches noires sur les côtés de la poitrine qui donnent son nom à l'espèce.
En vol, elle présente des ailes courtes et larges, qui sont gris-brun en dessous, et une queue courte avec une pointe blanche, sans bords blancs.

## Écologie et comportement

### Alimentation
L'Alouette monticole se nourrit d'insectes et de graines.

### Reproduction

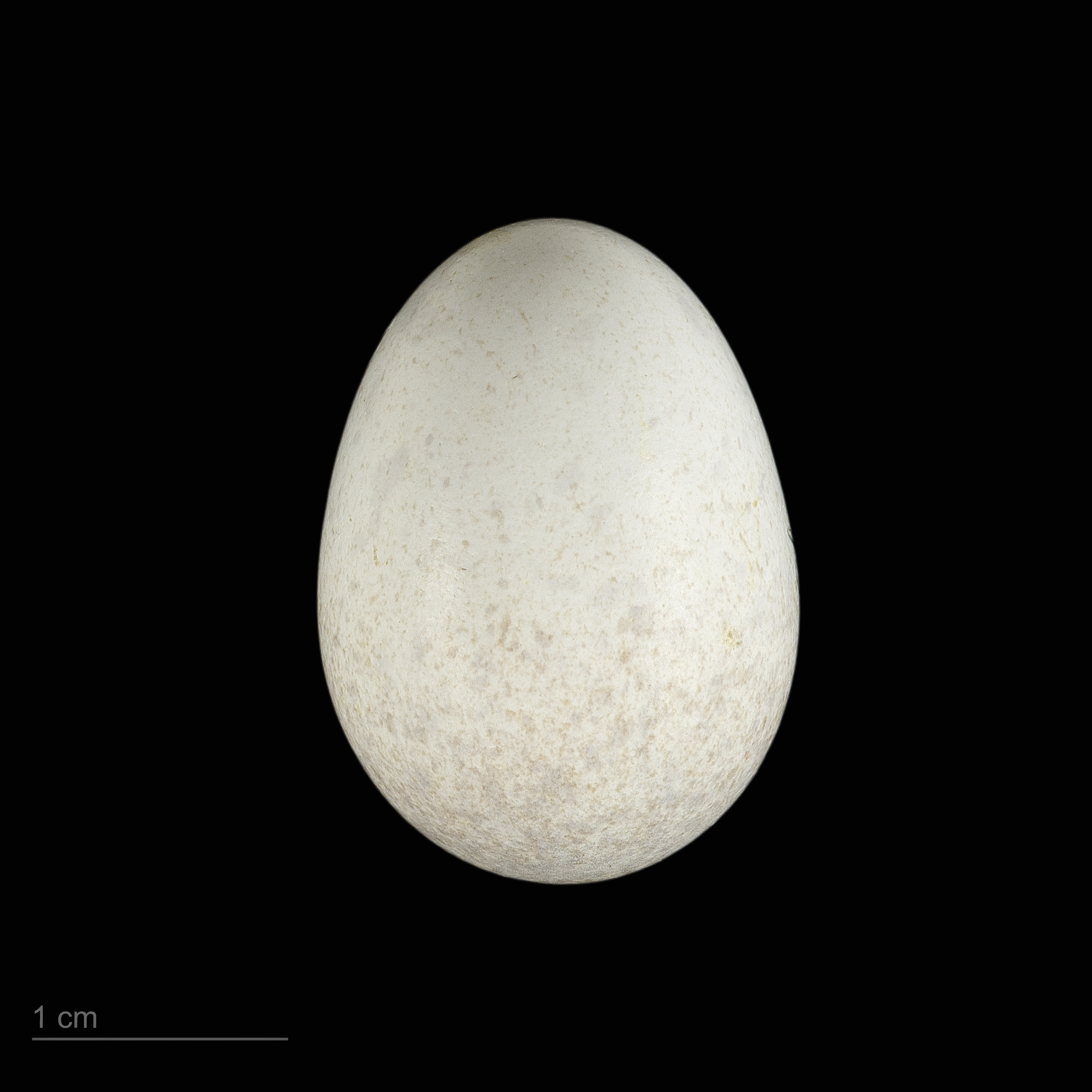
Melanocorypha bimaculata - (MHNT)

L'Alouette monticole nidifie au sol. Elle réalise une à deux pontes par an, comprenant chacune de deux à six œufs. Les œufs éclosent après 16 jours d'incubation et les poussins quittent le nid vers l'âge de 13 jours.

### Distribution et habitat
L'Alouette monticole apprécie les milieux ouverts, en particulier les semi-déserts, les versants secs et rocailleux et les champs cultivés. L'espèce est présente du centre-ouest de la Turquie jusqu'au sud du Kazakhstan, au Kirghizistan, au nord-est de l'Iran et au nord de l'Afghanistan. On la trouve également dans le nord d'Israël, le Liban, l'ouest de la Syrie et le nord de l'Irak. L'Alouette monticole est une espèce migratrice qui hiverne dans le nord-est de l'Afrique, et dans tout le Moyen-Orient jusqu'au Pakistan, en Inde et au Tibet. Elle se rencontre occasionnellement en Europe occidentale.